# Megalophanes graminifera
Megalophanes graminifera är en fjärilsart som beskrevs av Geoffroy 1785. Megalophanes graminifera ingår i släktet Megalophanes och familjen säckspinnare. Inga underarter finns listade i Catalogue of Life.